# Tumín
Tumín (en árabe: تومين‎; también escrito según la latinización Toumin y Toumine) es un pueblo en el noroeste de Siria, administrativamente parte de la gobernación de Hama, al suroeste de ciudad homónima. Las localidades cercanas incluyen Deir al-Fardis al noroeste, Kafr Buhum al norte, Rastán al sur y Hula al suroeste. Según la Oficina Central de Estadísticas, Tumín tenía una población de 2129 personas en el censo de 2004. Sus habitantes son predominantemente cristianos ortodoxos greco-antioquenos.

## Personas notables
- Juana Dib: Maestra, escritora y poetisa argentina; sus padres eran nacidos en Tumín.